# St. Bartholomäus (Kraiburg am Inn)

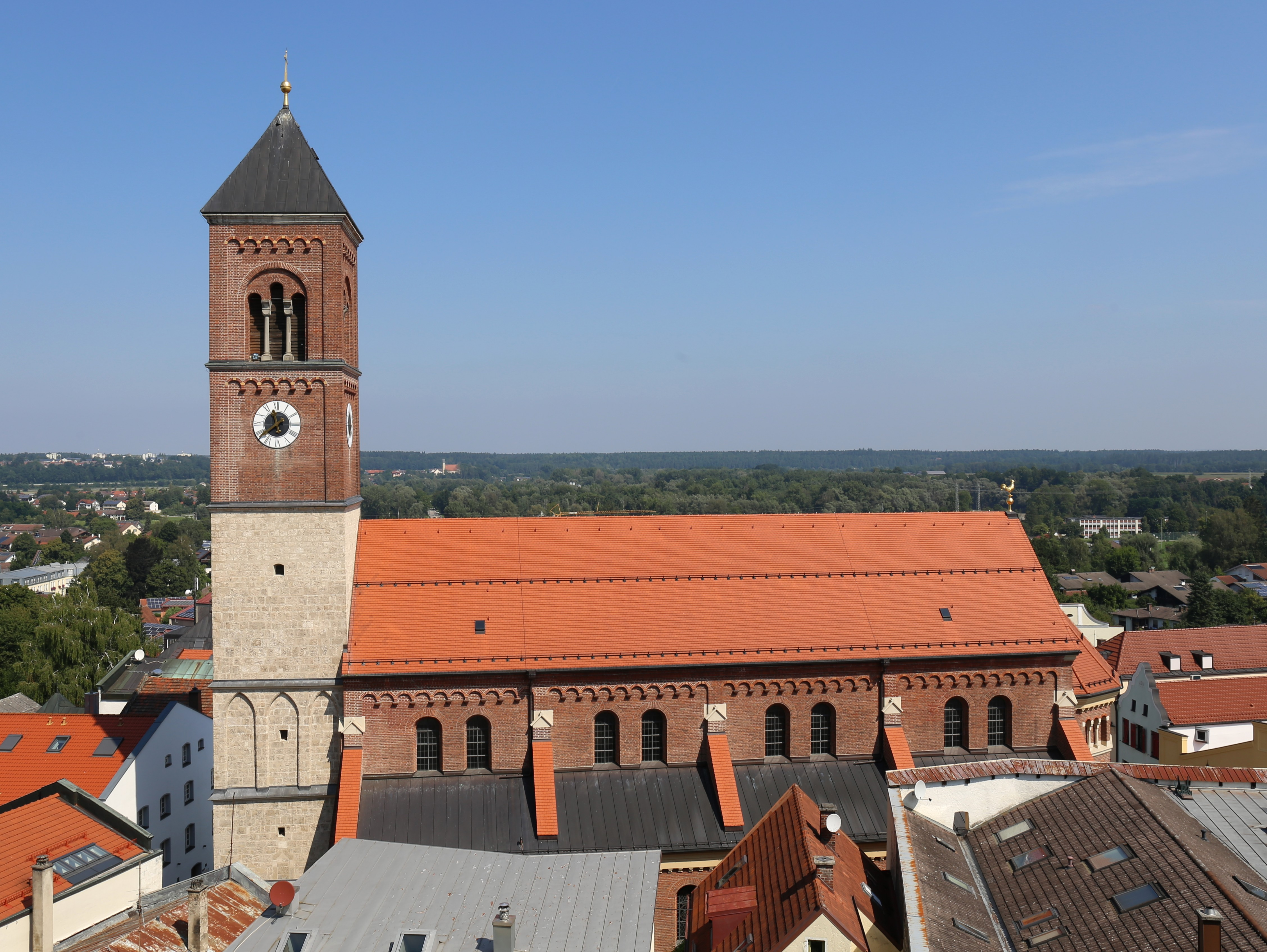
St. Bartholomäus in Kraiburg am Inn

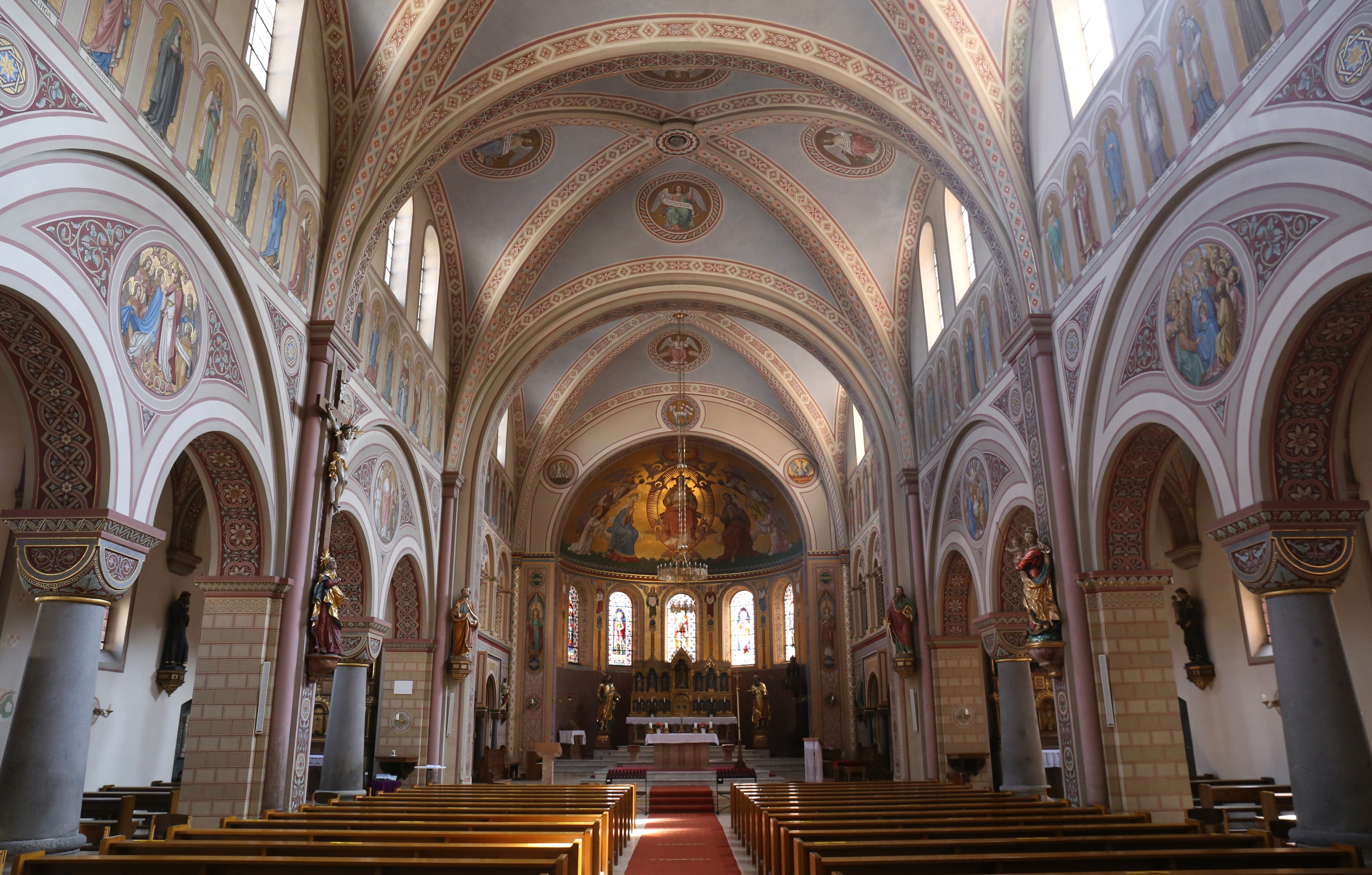
Blick zum Chor

Die römisch-katholische Pfarrkirche St. Bartholomäus steht in Kraiburg am Inn, einer Marktgemeinde im oberbayerischen Landkreis Mühldorf am Inn. Sie ist in der Liste der Baudenkmäler in Kraiburg am Inn als Baudenkmal unter der Nr. D-1-83-124-56 eingetragen. Die Pfarrei ist Sitz des Pfarrverbands Kraiburg-Flossing und gehört zum Dekanat Mühldorf im Erzbistum München und Freising.

## Beschreibung
Die neuromanische Basilika wurde 1892/93 aus Backsteinen erbaut. Sie besteht aus dem Mittelschiff und zwei Seitenschiffen, der Apsis im Osten des Mittelschiffs sowie dem mit einem Pyramidendach abgeschlossenen Kirchturm auf quadratischem Grundriss im Westen. Die vier unteren Geschosse des Turms aus Quadermauerwerk stammen vom spätgotischen Vorgängerbau aus dem 15. Jahrhundert. Sie wurden mit Backsteinen aufgestockt. Im obersten Geschoss steht hinter den als Triforien gestalteten Klangarkaden der Glockenstuhl mit fünf Glocken. Im Geschoss darunter befindet sich die Turmuhr. 
Der Innenraum wurde in der Zeit von 1893 bis 1897 unter Leitung von Max Schmalzl ausgemalt. Die Glasmalereien in der Apsis stammen von Franz Xaver Zettler. Die Orgel wurde 1971 vom St. Gregoriuswerk gebaut.